# McDonnell Douglas MD-12
El McDonnell Douglas MD-12 va ser un disseny d'avió comercial de fuselatge ample dut a terme per la companyia McDonnell Douglas a principis dels anys 1990. En cas d'haver-se arribat a construir, hauria tingut dimensions molt similars a les d'un Boeing 747-400, però amb una doble coberta de passatgers al llarg de tot el fuselatge (tipus "superjumbo"), derivant en una capacitat una mica major.

## Disseny
El ja desaparegut fabricador d'avions McDonnell Douglas va estudiar versions millorades, allargades i més potents del trirreactor MD-11, denominades momentàniament com MD-12X. Aquesta variant estesa hagués tingut una longitud de 72 m i una envergadura de 64,39 m, i possiblement hagués inclòs una coberta inferior frontal de passatgers amb finestres panoràmiques.
La junta de directors de McDonnell Douglas va acordar a l'octubre de 1991 oferir l'en aquells dies nou disseny del MD-12X a les aerolínies. D'altra banda, al novembre de 1991 McDonnell Douglas i Taiwan Aerospace Corporation van signar un "memoràndum d'enteniment", per conformar la companyia que produiria el nou disseny. La nova empresa conformada hauria tingut a McDonnell Douglas com l'accionista majoritari, encara que només amb el 51 % del capital. Taiwan Aerosp. per la seva banda, s'hauria quedat amb el 40 % de les accciones, mentre que altres companyies asiàtiques menors s'haguessin repartit el 9% restant.
El disseny posterior va derivar en el bastant més gran MD-12, amb quatre motors en lloc de tres. Això es devia al fet que, atès que es necessitaria una embranzida combinada de més de 100 000 kgf, hagués estat necessari col·locar un motor turboventilador o turbosoplante d'uns 35 000 kgf (per exemple, un GE90) sota l'estabilitzador vertical, la qual cosa li hauria col·locat un pes potencialment excessiu sobre la popa o part posterior de l'avió. Una altra de les seves característiques excel·lents, sinó la més destacable, estrebava en la seva doble cabina de passatgers al llarg de tot el fuselatge. La longitud de la variant bàsica i principal del MD-12 era de 63 m, alhora que posseïa una envergadura de 64,54 m. Per la seva banda, l'ovalat fuselatge proposat mesurava 7,4 m d'ample i 8,5 d'alt.
McDonnell Douglas finalment va desvetllar, a l'abril de 1992, el disseny del MD-12 al públic especialitzat. D'acord amb la llavors optimista agenda de l'empresa, el primer vol del nou avió havia de tenir lloc cap a finalitats de 1995, i el primer lliurament a una aerolínia, dos anys després (en 1997). 
Això era similar en concepte al Airbus A3XX i al Boeing NLA, i hagués estat una mica més gran i de major capacitat que el Boeing 747-400, el qual hauria estat el seu directe i natural competidor. Per la seva banda, Douglas també havia realitzat estudis primerencs, ja durant la dècada de 1960, sobre un disseny de doble cabina de passatgers.
Malgrat l'agressiu mercadeo i de la gran excitació inicial, especialment entre algunes revistes especialitzades d'aviació, cap aerolínia va arribar a realitzar comanda efectiva algun del nou avió. MDC es quedaria sense els recursos financers necessaris després que l'empresa associada al projecte, Taiwan Aerospace, decidís abandonar-ho.
D'altra banda, el desenvolupament i construcció d'un avió comercial gegant amb dos pisos per a passatgers ha demostrat ser una tasca excessivament complexa i cara, fins i tot para Airbus i Boeing, els dos colossos aerospaciales residuals (després de l'adquisició de McDonnell Douglas per part de Boeing en 1997). Boeing tan sols arribaria a estudiar variants encara més grans de la seva ja clàssic Boeing 747, que bàsicament consistien en un fuselatge de major longitud (d'uns 80 m) i en l'extensió de la seva cabina superior de passatgers al llarg de tot el mateix, la qual cosa hagués derivat en la desaparició del seu tradicional gep.
Per part del consorci europeu Airbus Industrie, un avió encara més gran que l'hipotètic MD-12, el colossal A380 finalment va entrar en servei en 2007, no sense abans haver tingut diversos problemes financers, no només a causa del cost implícit del seu desenvolupament, sinó al retard en el lliurament de les primeres unitats a l'aerolínies compradores. De fet, Airbus està tenint diverses dificultats a aconseguir aconseguir els 200-250 comandes per a la seva gegantesca aeronau, a causa de l'específic de la seva veta de mercat. Recentment entre aquesta quantitat d'unitats l'empresa podria recuperar-se de la sagnia financera de més de 9000 milions dòlars nord-americans dedicats al desenvolupament del projecte, des dels seus inicials dissenys conceptuals per computadora fins al seu primer vol de proves, a l'abril de 2005.
Amb la cancel·lació del programa MD-12, McDonnell Douglas va preferir enfocar-se en el desenvolupament de derivats del MD-11, en el rang de capacitat mitjana-alta., de l'ordre dels 300-400 passatgers. Així va ser que, durant el xou aeri internacional de 1996 a Farnborough, la companyia va decidir tornar a apostar per un nou trirrector encara més gran que el MD-11, denominat momentàniament MD-XX. No obstant aquesta aeronau no arribaria a concretar-se mai. El MD-XX va ser ofert en dues variants: el MD-XX Stretch ("estiratge o estès"), la qual tenia un fuselatge de major longitud, i el D-XX LR (Long Range), que oferia fins i tot major abast per a un avió que ja per si mateix oferia bastant autonomia. Ambdues variants del MD-XX tenien un envergadura de 64,5 m, la mateixa que la de l'eventual MD-12, i pràcticament igual a la del Boeing 747-400. El MD-XX Stretch ("allargat") hagués tingut una longitud de 68,3 m (9,7 més que el MD-11) i permetia acomodar 375 passatgers en una típica configuració de 3 classes, i 511 en una d'una eventual d'una sola classe, amb una densitat de seients més alta. La seva autonomia seria de 7020 milles nàutiques (uns 13 000 km). El MD-XX LR (Long Range, de llarg abast) tindria la mateixa longitud del MD-11 i si bé tindria una menor capacitat de passatgers (309 disposats en tres classes), tindria una autonomia una mica major, de l'ordre de les 8320 milles nàutiques (15 400 km). No obstant això, la junta de directors de McDonnell Douglas Company va decidir posar-li fi al programa del MD-XX en el mes d'octubre de 1996. De fet, la inversió en aquest programa en qüestió era massa per a la companyia, la qual ja patia problemes financers.

## Variants
El MD-12 va arribar a oferir-se en quatre variants optatives.
- MD-12 HC (High Capacity, d'alta capacitat)
- MD-12 LR (Long Range, d'abast o autonomia estès)
- MD-12 ST (Stretch, allargat)
- MD-12 Twin (versió bimotora, amb dos turboventiladors o turboplantes de major embranzida unitària que els de la versió cuatrimotora bàsica).

## Especificacions

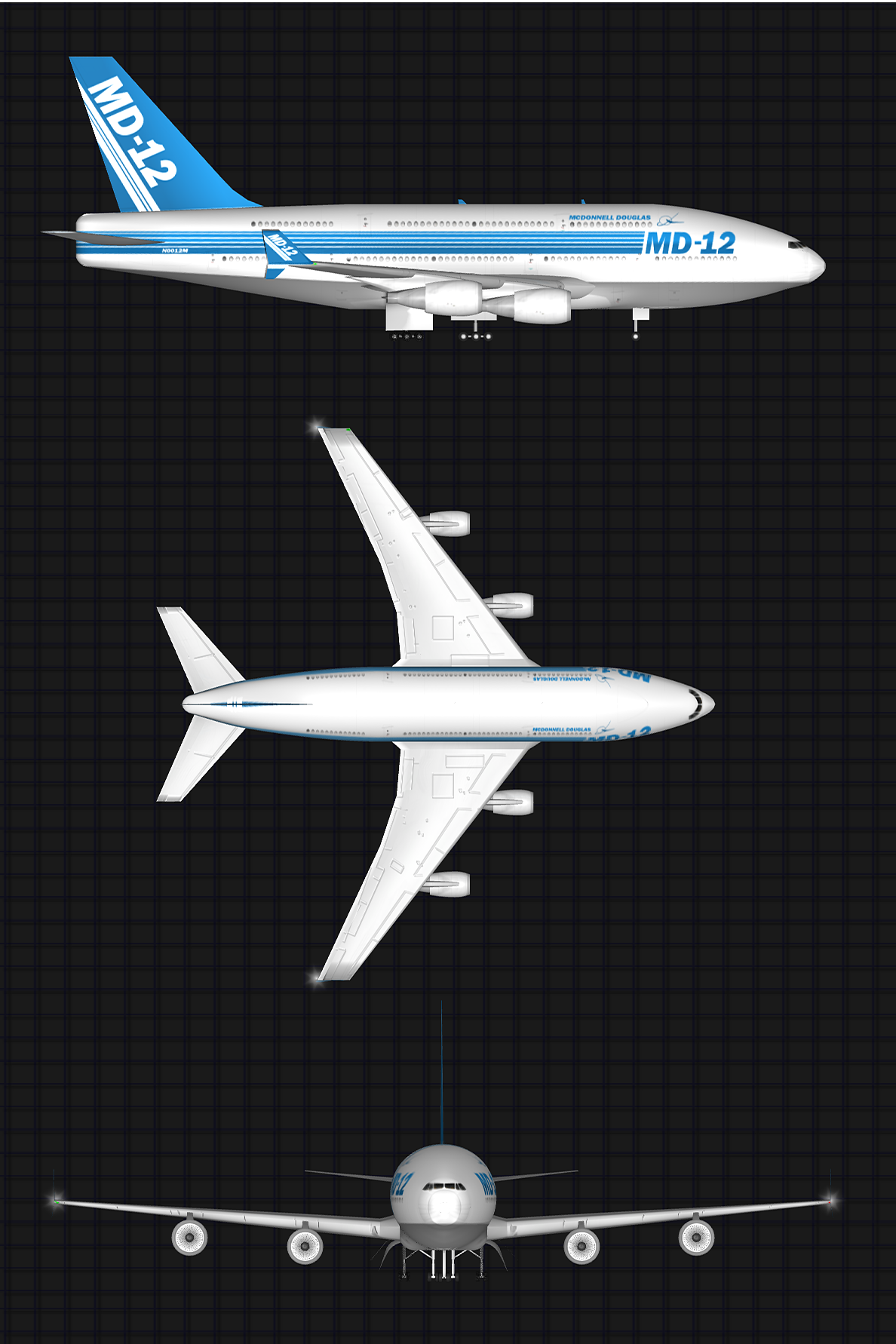

Dades tècniques corresponents a l'hipotètic MD-12 High Capacity ("d'alta capacitat"), segons la informació promocional brindada per McDonnell Douglas.
- Tripulació (en la cabina): 2 (pilot i copilot)
- Capacitat: 430 passatgers en tres classes (primera, executiva i turista), i fins a 511 pax en una configuració d'una sola classe.
- Longitud: 63,40 m
- Envergadura: 64,92 m
- Altura: 22,55 m
- Àrea o superfície alar: 543,1 m²
- Massa buit: 187 650 kg
- Massa màxima a l'enlairament: 430 500 kg
- Motorització: General Electric CF6-80C2 (turboventiladors, turbosoplantes o turboventiladores d'alta derivació -high-bypass-).
- Nombre de motors: 4
- Embranzida unitària: 274 kN (La versió bimotora -Twin- hauria tingut una embranzida unitària encara major)
- Embranzida total: 1.096 kN
- Velocitat màxima: Mach 0,85, 1050 km/h
- Aconsegueixi o autonomia: 7170 nmi, 14 825 km.
- Relació empeny/massa: 0,25